# Olzai
Olzai település Olaszországban, Szardínia régióban, Nuoro megyében. Lakosainak száma 765 fő (2023. január 1.). Olzai Nughedu Santa Vittoria, Ottana, Sarule, Sedilo, Teti, Austis, Ollolai és Sorradile községekkel határos.

## Népesség
A település lakossága az elmúlt években az alábbi módon változott:
| Lakosok száma | 883  | 873  | 765  |
|               | 2017 | 2018 | 2023 |